# Ana Carvalho

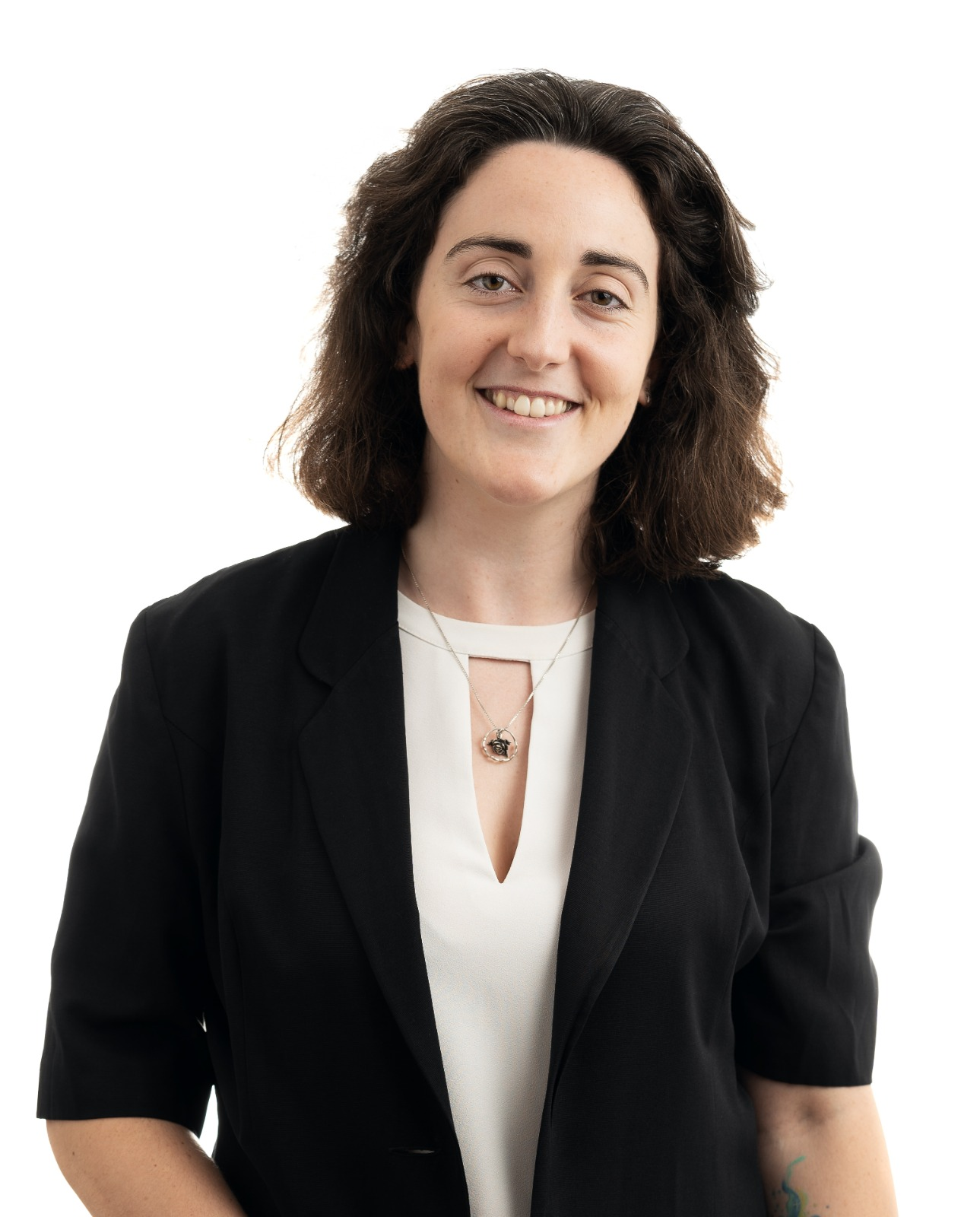
Ana Carvalho 2023

Ana Patricia Simões Gonçalves de Carvalho (* 1996) ist eine portugiesische Politikerin und Ingenieurin. Gemeinsam mit Duarte Costa ist sie Co-Vorsitzende der Partei Volt Portugal.

## Werdegang
Carvalho studierte am Instituto Superior Técnico und am Karlsruher Institut für Technologie Elektro- und Computertechnik und arbeitet seither als Ingenieurin im Bereich erneuerbare Energien. Während ihres Studiums in Deutschland lernte sie Volt kennen und trat der Partei und Bewegung Volt Europa 2019 bei.
Von September 2020 bis Juni 2022 war sie Generalsekretärin von Volt Portugal. Bei der Parlamentswahl 2022 stand als Kandidatin auf dem zweiten Listenplatz für Lissabon.
Auf dem zweiten Parteikongress von Volt Portugal am 27. Juni 2022 wurde Carvalho gemeinsam mit Duarte Costa zur Vorsitzenden der Partei gewählt. Beide führen die Partei seither als Doppelspitze. Da das Modell der gemeinsamen Führung auf dem dritten Parteikongress im Januar 2023 durch die Partei offiziell in die Statuten übernommen wurde, ist Volt nun die erste Partei in Portugal mit geteilter Parteiführung.

## Politische Positionen

### Sozialpolitik
Carvalho kritisierte 2023 in einem Gastbeitrag, dass viele junge Menschen sich keinen Wohnraum in Städten leisten können und so gezwungen sind, lange bei ihren Eltern oder außerhalb zu wohnen. Als Lösung schlägt sie die Förderung von mehr sozialem Wohnungsbau und Mehrgenerationenhäusern vor, wie es unter anderem bereits in Deutschland getestet wurde.
Sie setzt sich gegen die Diskriminierung der LGBTQIA+-Gemeinschaft und für eine Strukturreform in der Europäischen Union ein, um bei Menschenrechtsverstößen gegen entsprechende Mitgliedsstaaten vorgehen zu können.

### Gesundheitspolitik
Aufgrund ihrer eigenen Erfahrung während ihres Studiums setzt sich Carvalho für die Enttabuisierung des Thema Mentale Gesundheit ein. Sie will, dass Ungleichheiten beim Zugang zur psychischen Gesundheitsversorgung abgebaut werden und ein breiteres Angebot an Informationen zum Thema zur Verfügung gestellt wird.

## Privatleben
Carvalho ist bisexuell.